# Carambolage (Band)
Carambolage war eine der ersten deutschen Frauenrockbands. Sie galt Anfang der 1980er Jahre als Vorreiterin des sogenannten „Lipstickfeminismus“.

## Geschichte
Die Band gründete sich 1979 in Fresenhagen im Umfeld von Ton Steine Scherben. Britta Neander war vor, während und nach Carambolage zeitweise Percussionistin der „Scherben“. Angie Olbrich stieß als 14-jähriger Trebeteenie aus dem Rauchhaus bereits 1972 in Berlin zu den Scherben, wo sie eine feste Beziehung mit dem Bassisten Kai Sichtermann verband, mit dem sie auch die gemeinsame Tochter Lisa hat. Elfie-Esther Steitz-Praeker kam als Schwester des zweiten Frontmannes der Scherben, R. P. S. Lanrue nach Fresenhagen. Olbrich, Neander und Steitz brachten sich das Musizieren teilweise selbst bei, teilweise wurden sie von Mitgliedern der Ton Steine Scherben unterrichtet. Die drei Gründerinnen fanden bereits 1977 zusammen, begannen aber erst ab Oktober 1979 unter dem Namen Carambolage aufzutreten. Nach guten Kritiken ihrer ersten produzierten Demotapes durch den „Zensor“, so wurde Burkhardt Seiler, Inhaber des gleichnamigen einflussreichen Plattenladens in Berlin genannt, und einem erfolgreichen Auftritt im Kreuzberger Szene-Lokal SO36 gingen Carambolage zum ersten Mal auf Tour, die sie durch die ganze BRD, nach Italien und Österreich führte. Im Sommer 1980 nahmen sie im Fresenhagener Studio der David Volksmund Produktion ihre erste selbstbetitelte LP auf. Nach einer weiteren Tour, bei der sie von Janett Lemmen unterstützt wurden, weil Angie Olbrich gerade ihre Tochter zur Welt gebracht hatte, spielten sie 1982 ebenfalls in Fresenhagen ihre zweite LP mit dem Namen „Eilzustellung-Exprès“ ein. 1983 wurde der Produzent von Nena und ehemalige Bassist von Spliff, Manne Praeker auf die recht erfolgreiche Combo aufmerksam und plante, sie bei einem „Major“ unterzubringen. Die Aufnahmen zu einem dritten Album, das unter dem Titel „Bon Voyage“ veröffentlicht werden sollte, fanden in Praekers Mad Mix Studio in Berlin statt. Innere Spannungen zwischen den Mitgliedern, das Liebesverhältnis zwischen Praeker und Steitz und nicht zuletzt der viel zu große künstlerische Einfluss, den Praeker auf das neue Album nahm, zerrütteten die Band zunehmend. Als „Bon Voyage“ 1985 schließlich fertig war und von CBS abgelehnt wurde, löste sich Carambolage auf. Das Album wurde erstmals 34 Jahre später im Sommer 2019 auf dem Independent-Label Fuego veröffentlicht.

## Nachwirkung
Angie Olbrich wurde nach dem Split von Carambolage Tourmanagerin von Acts wie Pete York Miller Anderson, Colin Hodgkinson, Zoot Money, Chris Farlowe, Jon Lord und Tony Ashton und hatte seit 2002 mit Kai Sichtermann unter dem Namen Angels Blue ein neues Projekt, bei dem sie als Sängerin auftrat. Seit 2005 war sie Mitglied der Band „Scherben-Family“, welche sich u. a. aus ehemaligen Mitgliedern von Ton Steine Scherben zusammensetzt. Elfie-Esther Steitz-Praeker und Manne Praeker heirateten, bekamen die Söhne Maurice und Maxime und zogen an die portugiesische Algarve. Steitz-Praeker tritt nur noch gelegentlich als Musikerin und Sängerin in Erscheinung, zuletzt als Mitglied der Ton Steine Scherben auf der Tour 2014–2016.  Am einflussreichsten war die weitere Karriere von Britta Neander. Sie spielte in den 1990er Jahren bei Lassie Singers, deren Texte und Musik nachhaltig von Carambolage beeinflusst waren. 1998 gründete sie mit Christiane Rösinger und Julie Miess die Band Britta. Neander starb im Dezember 2004 nach einer Herzoperation in Berlin und hinterlässt ihre Tochter Ayana.

## Diskografie
- 1980: Carambolage (LP, David Volksmund Produktion)
- 1982: Eilzustellung-Exprès (LP, David Volksmund Produktion)
- 2019: Bon Voyage (Digital, Fuego)

## Film
- 1984: So war das S.O. 36, Dokumentation über das SO36 in den frühen 1980er Jahren, Regie von Manfred O. Jelinski und Jörg Buttgereit (Co-Regie), 90 Minuten.